# Papín
Papín je obec na Slovensku v okrese Humenné. Žije zde 908 obyvatel. První písemná zmínka o obci pochází z roku 1330, někdy je však uváděn až rok 1451. Trhové právo měl Papín již před rokem 1330.

## Osobnosti
- Ján Pudlák (1924–2011), diplomat, 1. náměstek ministra zahraničních věcí a vedoucí Kanceláře prezidenta republiky[3]
- Pavel Pudlák (1927–1993), hematolog
- Ján Patarák (1936–2019), prozaik, scenárista, dramatik
- dlouhá léta žil v Papíně spisovatel Milan Zelinka (* 1942), který jej ve svých dílech nazýval Tinkovce
- Michal Chuda (* 1947), básník, editor, překladatel
- Václav Pankovčín (1968–1999), prozaik a publicista